# Кифоз
Кифо́з (др.-греч. κυφός «согнутый, горбатый») — в общих случаях представляет собой искривление позвоночника в сагиттальной плоскости, направленное выпуклостью назад; антоним лордоза. Может быть как приобретённым, так и наследственным врождённым.
Различают физиологический кифоз, который наблюдается в норме у взрослых (грудной и крестцовый), и патологический кифоз, развивающийся вследствие заболеваний (например, рахита, туберкулёзного поражения одного или нескольких легких).

## Клиническая картина
Кифоз, возникающий в грудном отделе позвоночника, клинически проявляется в виде синдрома «круглой спины» (сутулость; в более сложных случаях — горбатость). При этом плечи пациента наклонены вперёд и книзу, грудная клетка сужается. Основная дыхательная мышца — диафрагма опускается книзу, мышцы брюшного пресса ослаблены, верхняя часть туловища наклонена вперёд. Длительное течение кифоза приводит к появлению клиновидной деформации позвонков, разрушению межпозвонковых хрящей.  Со стороны мышечной системы обнаруживается растяжение мышц спины, нарушение функции мышц, формирующих переднюю брюшную стенку. Изменение анатомического строения грудной полости приводит к снижению подвижности рёбер, нарушению деятельности межрёберных мышц, ограничению дыхательной функции лёгких.

## Классификация
Различают следующие виды кифоза:
- Кифоз врождённый (k. congenita) — кифоз, обусловленный аномалией развития передних отделов тел позвонков
- Кифоз генотипический (k. genotypica) — наследственный кифоз, характеризующийся идентичной формой в нескольких поколениях; наследуется по доминантному типу
- Кифоз компрессионный (k. compressiva) — кифоз, обусловленный компрессионным переломом тел одного или нескольких позвонков с уменьшением их высоты в передних отделах
- Кифоз мобильный (k. mobilis) — кифоз, обусловленный слабостью мышц спины и привычным неправильным положением тела; поддается пассивной коррекции
- Кифоз рахитический (k. rhachitica; син. горб рахитический) — кифоз, развивающийся у детей второго полугодия жизни, больных рахитом, вследствие слабости мышц и связок, а также мягкости тел позвонков
- Кифоз старческий (k. senilis; син. горб старческий) — кифоз грудного отдела позвоночника у престарелых людей, обусловленный возрастными дегенеративно-дистрофическими изменениями ткани межпозвоночных дисков и тел позвонков и ослаблением мышечного аппарата позвоночника
- Кифоз тотальный (k. totalis) — дугообразный кифоз всего позвоночника; наблюдается при некоторых патологических процессах (например, при болезни Бехтерева), в норме — у детей первых месяцев жизни
- Кифоз туберкулёзный (k. tuberculosa) — кифоз при туберкулёзном спондилите, обусловленный разрушением тел позвонков и их компрессией
- Кифоз угловой (k. angularis) — кифоз, при котором выпуклость представляется в виде угла, обращенного вершиной кзади; характерная форма компрессионного и туберкулёзного кифоза
- Кифоз физиологический (k. physiologica) — формирующийся при нормальном развитии позвоночника умеренный кифоз грудного отдела (к 7 годам жизни) и крестцового отдела (к периоду полового созревания).

Особым случаем кифоза является болезнь Шейермана-Мау — кифотическая деформация позвоночника, встречающаяся у подростков 14-16 лет.

## Диагностика
Наличие заболевания позволяет заподозрить видимая глазом деформация грудной клетки. Подтверждением диагноза является рентгенография. Без рентгенографии невозможно определить степень выраженности заболевания. Зачастую кажущийся выраженным кифоз рентгенологически незначителен. Это во многом обусловливается особенностями телосложения больного.

## Лечение
Лечение делится на две основные группы: хирургическое и консервативное.
Хирургическое (ортопедия и протезирование) - заключается в операционном вмешательстве с использованием металлоконструкций, ношение которых может быть временным, либо пожизненным, в зависимости от степени изношенности позвонков, которые были повреждены по причине несвоевременного лечения, либо из-за сопутствующих факторов, таких как, травмы и заболевания ОДА. Если позвонки изношены сильно, то применяются металлические протезы. В дополнение к остеосинтезу для фиксации позвоночника применяются ортопедические корсеты и бандажи. Эти вспомогательные средства обеспечивают необходимую иммобилизацию позвоночного столба в послеоперационный период, что способствует правильной консолидации позвонков и успешному восстановлению. Также можно применять эти приспособления для коррекции осанки после консультации у травматолога или ортопеда и до операции на позвоночнике, в целях обеспечение паллиатива (ношение подобных средств необходимо приобретать строго по рекомендациям выше перечисленных врачей во избежание еще больших осложнений) в дооперационном периоде (может длится от нескольких месяцев до нескольких лет).
Консервативно используется несколько основных видов коррекции патологических форм грудного или крестцового кифоза:
- ЛФК - основывается на подборе специальных коррекционных упражнений, которые помогут скорректировать мышечный тонус в тех отделах позвоночника, где это необходимо, тем самым помогут выровнять осанку больного и убрать болезненные симптомы если такие имеются.
- Массаж (мануальная терапия, висцеральная мануальная терапия, остеопатия, прикладная кинезиология, прикладная кинезиотерапия, краниосакральная терапия) - виды мануальных техник коррекции мышечного тонуса и нервной проводимости, при всем своем разнообразии помогают во многом облегчить процесс реабилитации, а именно: местно улучшить кровообращение, уменьшить боли, вернуть чувствительность, тонизировать мышечные структуры. Важно помнить, что данные методы могут лишь облегчить общую симптоматику, но никак не влияют на долгосрочное течение заболевания, а поэтому их нельзя использовать вместо лечения или для его отсрочки.

- Осанка
- Лордоз
- Сколиоз
- Шпилька (каблук)